# تريفور سميث (لاعب كرة قدم)
تريفور سميث (بالإنجليزية: Trevor Smith)‏ (8 سبتمبر 1910 في المملكة المتحدة - 23 أكتوبر 1997 ببراكنيل في المملكة المتحدة) هو لاعب كرة قدم بريطاني (وحمل سابقاً جنسية المملكة المتحدة لبريطانيا العظمى وأيرلندا) في مركز الهجوم. لعب مع تشارلتون أثلتيك وتوتنهام هوتسبير وكريستال بالاس وكولتشستر يونايتد ونادي فولهام ونادي واتفورد ونوتس كاونتي ونوتينغهام فورست ويوفل تاون وBedford Town F.C. ‏.